# Lilla Kroksjön (Tranemo socken, Västergötland)
Lilla Kroksjön är en sjö i Tranemo kommun i Västergötland och ingår i Ätrans huvudavrinningsområde. Sjön är 1,5 meter djup, har en yta på 0,0741 kvadratkilometer och är belägen 177,1 meter över havet.

## Delavrinningsområde
Lilla Kroksjön ingår i det delavrinningsområde (637717-135407) som SMHI kallar för Ovan Månstadsån. Medelhöjden är 199 meter över havet och ytan är 100,79 kvadratkilometer. Räknas de 7 avrinningsområdena uppströms in blir den ackumulerade arean 273,07 kvadratkilometer. Assman (Jälmån) som avvattnar avrinningsområdet har biflödesordning 2, vilket innebär att vattnet flödar genom totalt 2 vattendrag innan det når havet efter 123 kilometer. Avrinningsområdet består  mestadels av skog (70 procent) och sankmarker (14 procent). Avrinningsområdet har 1,47 kvadratkilometer vattenytor vilket ger det en sjöprocent på 1,5 procent.